# Китайский Лётчик Джао Да
«Кита́йский лётчик Джа́о Да» — кафе-бар и музыкальный клуб, открытый 26 августа 1999 года в Москве. Расположен у станции метро Китай-город на улице Лубянский проезд, дом 25, строение 1. Владелец заведения — российский предприниматель китайского происхождения, генеральный директор АО «Аэромар» Владимир Джао.
В 2009 году были открыты, но впоследствии закрылись филиалы в Черногории и Санкт-Петербурге. В 2016 в Ярославле был открыт развлекательный комплекс «Китайский лётчик Джа́о Да», в состав которого входит концертный зал, бар и отель на девять номеров, стоимость размещения в которых зависит от времени пребывания.
В одном из старейших московских кафе-баров и музыкальных клубов проводятся музыкальные концерты, спектакли, детские праздники, тематические вечеринки, а также творческие встречи с музыкантами, писателями и поэтами. Режим работы предприятия — ежедневно с 12:00 до 06:00 часов утра.

## Название
Джао Да — персонаж, обыгрывающий фамилию владельца Владимира Юнь-Дзеновича Джао. Легенда, созданная Ириной Паперной и Алексеем Паперным, рассказывает о «17 эпизодах из жизни китайского лётчика Джао Да», размещена на официальном сайте. Концепция истории поддерживается и в оформлении заведения. На стенах можно увидеть карту полётов Джао Да на самолёте, который, якобы, облетел земной шар более ста раз и провёл в небе почти всю свою жизнь.

## История
Первый клуб сети в Москве был открыт в 1999 году театральным деятелем Ириной Паперной и её сыном, музыкантом Алексеем в помещении бывшей шашлычной в районе Китай-город. Это помещение приобрел предприниматель китайского происхождения Владимир Джао — директор Акционерного Общества «Аэромар», предприятия поставляющего бортовое питание для авиапассажиров рейсов, вылетающих из Шереметьево.
Одним из первых успешных проектов первых лет существования был фестиваль уличных музыкантов, который открыл оркестр Пакава Ить. Журнал «Афиша» в 2014 году в материале о клубе отмечал демократичную атмосферу, в которой сосуществовали студенты и известные представители столичной творческой интеллигенции — постоянными посетителями были Борис Акунин и Дмитрий Дибров, а также то, что несколько лет кафе-бар-клуб «был без преувеличения важнейшим музыкальным местом в городе»: финны The Cleaning Women играли тут на бельевых сушилках, группа 5’Nizza давала первый открытый концерт, Kaiser Chiefs выступали будучи ещё совершенно неизвестными, Шнур пел запрещённые для живого исполнения песни, Нильда Фернандес ел блины, а Ману Чао и Эмир Кустурица подолгу и хорошо проводили время после шоу и независимо от них.
«Новая газета» отмечала, что «Ирина Паперная с сыном — актёром и музыкантом Алексеем — вдохнули жизнь в подвал на Китай-городе. С тех пор не выдыхают, чтобы не сглазить. У семьи Паперных получилось сделать уникальное место, где одинаково хорошо получаются кухонные посиделки и музыкальные джемы. Где показывают спектакли и открывают новые имена. Имена Пелагеи или Шнурова, например».

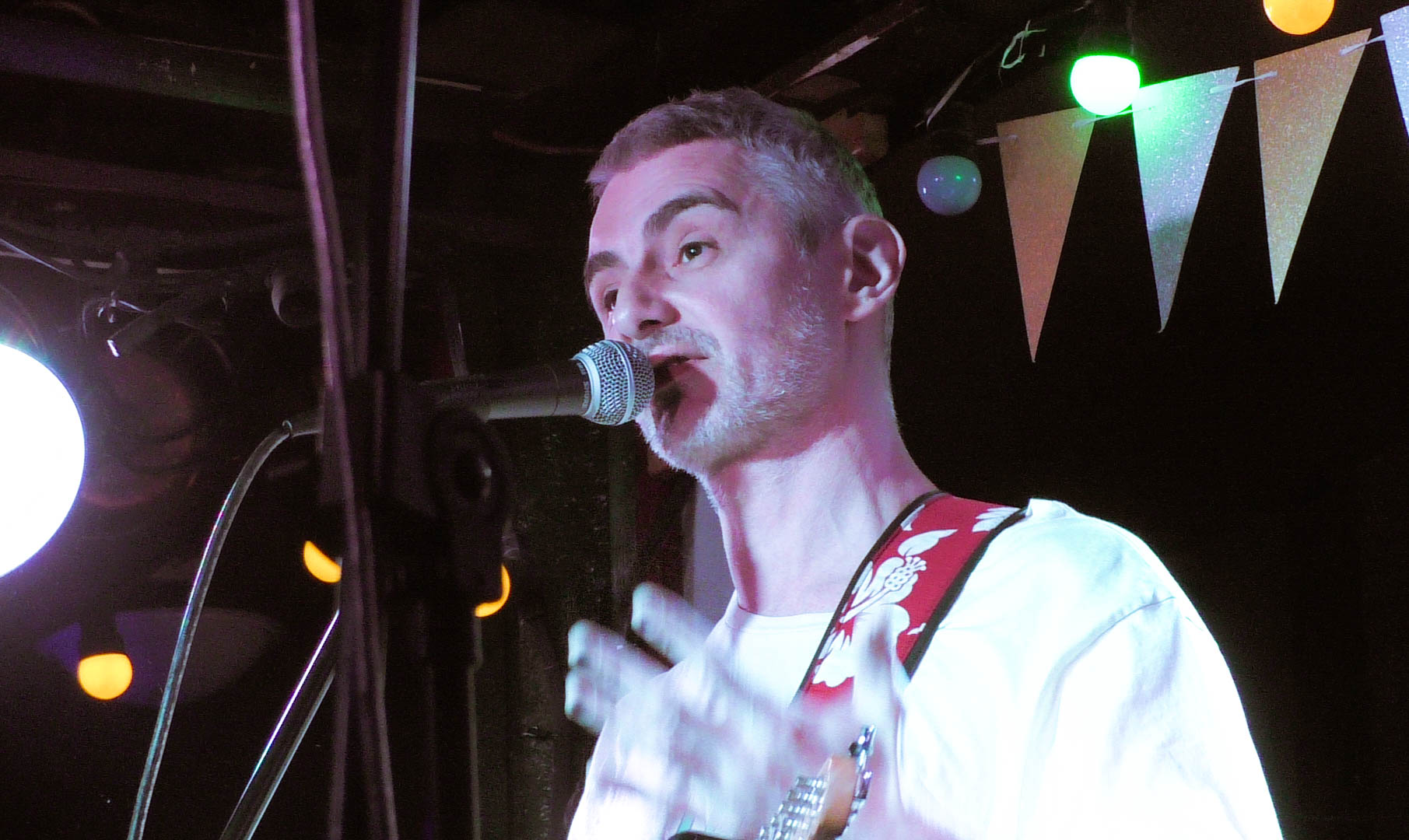
Алексей Паперный на дне рождения клуба 23 августа 2017

В 2009 году клуб стал одним из шести в Москве, оказавшихся под угрозой приостановки деятельности: Госпожнадзор, проверив 85 московских клубов, выявил в нём нарушения, создающие угрозу жизни людей. По мнению действующей на тот период времени в качестве генерального директора заведения Лины Ли-на Е Цю, «проверка придралась к тому, как проложена электропроводка, при этом инспекторы не разглядели, что на самом деле это акустические провода, где нет высокого напряжения». В декабре 2009 года по решению суда работа заведения была приостановлена на 30 суток для устранения нарушений.
К середине 2010-х годов репертуар изменился: в клубе стали выступать артисты либо андеграундные, либо малоизвестные. Летом 2014 и 2017 годов в клубе прошли отборочные туры рок-фестиваля независимых групп «Индюшата». В 2017 году портал «Звуки.ру» отмечал, что клуб — один из немногих в Москве, который сохранился с 1990-х годов и не закрылся, как большинство других.
В 2019 году на территории эко туристического рекреационного комплекса, также названного в честь Владимира Джао, «Джао Да!ча» (Ярославская область, городской округ Переславль-Залесский, вблизи посёлка Ивановское (координаты: 56°52′47″N, 39°1′46″E) в формате празднования 20-летия клуба, под заголовком «Лётчик. Лето. Дача» первый и последний раз прошёл фестиваль «Лётчикфест».
Начиная с открытия после приостановки деятельности в связи с противоэпидемиологическими ограничениями в городе Москва в 2020 году, кафе-клуб-бар сконцентрировался на оказании услуг по организации общественного питания, существенно нарастив в своём меню номенклатуру сортов разливного пива.
В декабре 2022 года «Китайский лётчик Джао Да» вновь активно упоминался в прессе и обсуждался в социальных сетях в связи размещением на музыкальной сцене клуба Z-символики — латинской буквы, которой отмечена российская военная техника, вошедшая на Украину. После этого ряд московских музыкантов, которые и распространяли в соцсетях фотографии с Z возле сцены, принялись отказываться от концертов в клубе.